# FK Dinamo Vranje
FK Dinamo Vranje (Servisch: Фудбалски клуб Динамо Врање – ФК Динамо Врање, Fudbalski klub Dinamo Vranje – FK Dinamo Vranje) is een Servische voetbalclub uit Vranje.
De club werd in 1947 opgericht en speelde lang in de lagere regionen van het Joegoslavische voetbal. De club schipperde sinds het begin van de 21e eeuw tussen het tweede en derde niveau. Driemaal werd het kampioenschap in de Srpska Liga gewonnen maar in het seizoen 2013/14 speelde de club op het vierde niveau. In 2018 promoveerde de club na een tweede plaats in de Prva Liga voor het eerste naar de Superliga. Na één seizoen degradeerde de club weer.

## Erelijst
- Srpska Liga Oost: 2006, 2008, 2014

Borac ·
Dubočica ·
Grafičar · 
Inđija ·
Javor-Matis ·
Mačva Šabac ·
Mladost GAT ·
Radnički Sremska Mitrovica ·
Radnik Surdulica · 
Sloboda ·
Sloven Ruma ·
Smederevo ·
Trayal Kruševac ·
Voždovac ·
Vršac ·
Zemun